# Kompilacja (muzyka)

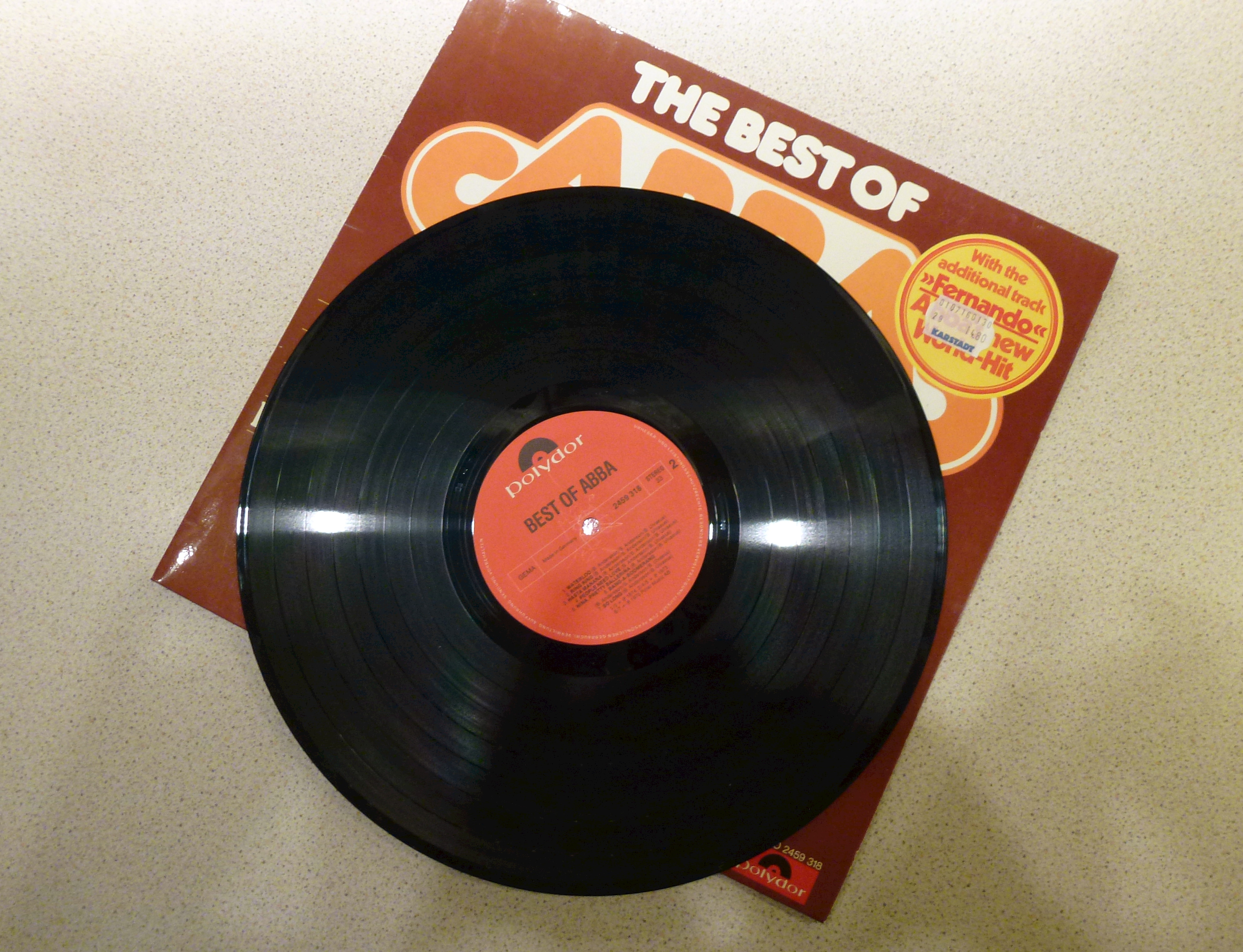
Album kompilacyjny

Kompilacja (składanka, album kompilacyjny) – ogólny termin używany w odniesieniu do wydawnictwa muzycznego, złożonego z utworów, które nie zostały zaplanowane jako pojedyncze dzieło. Kompilacje często składają się z utworów różnych artystów: ścieżki dźwiękowe, samplery wytwórni płytowych, albumy tematyczne, choć czasami poświęcone są jednemu artyście. 

## Kompilacje poświęcone wielu artystom

### Kompilacja ścieżek dźwiękowych
Krytycy muzyczni jako wyróżniający się przykład albumu kompilacyjnego złożonego ze ścieżek dźwiękowych wymieniają The Great Gatsby: Music from Baz Luhrmann's Film, zawierający nagrania różnych artystów i różne gatunki muzyczne, wyprodukowany przez producenta muzycznego Baza Luhrmanna i  producenta wykonawczego Jay-Z.

### Kompilacja samplerów wytwórni
Sampler album stanowi kompilację nagrań artystów związanych kontraktem z wytwórniami płytowymi, opublikowanych w celu wypromowania tychże artystów.  Niektóre z bardziej interesujących kompilacji tego typu pochodzą z wytwórni o wyraźnie zarysowanym profilu. Znaczącym przykładem jest tu Nonesuch Records, zarządzana w okresie jej największego znaczenia przez muzyka, producenta i miłośnika muzyki Roberta Hurwitza. Wydała ona kilka kompilacji, prezentujących jego umiejętności w zakresie odkrywania utalentowanych artystów i wspierania ich w początkach ich kariery (takich jak przykładowo: John Adams, Philip Glass, Steve Reich i Kronos Quartet).

### Albumy tematyczne
Albumy tematyczne mogą zawierać:
- retrospektywną kolekcję danego artysty (często nagrywających dla różnych wytwórni)
- zbiory wcześniej niepublikowanych nagrań
- zbiory nagrań gatunku, który przeżywa swój comeback

albo jakaś kombinacja wszystkich powyższych.

## Kompilacje poświęcone jednemu artyście
Kompilacje tego typu noszą określenie Greatest Hits. Pierwszym tego typu wydawnictwem w historii muzyki był album składankowy Johnny’ego Mathisa, zatytułowany Johnny's Greatest Hits, wydany w 1958 roku przez wytwórnię Columbia Records.